# Morgan Rielly
Morgan Rielly (ur. 9 marca 1994 w Vancouver, Kanada) – hokeista kanadyjski, gracz ligi NHL, reprezentant Kanady.

## Kariera klubowa
- Notre Dame Hounds (2008 - 2010)
- Moose Jaw Warriors (2010 - 3.08.2012)
- Toronto Maple Leafs (3.08.2012 -
  -  Moose Jaw Warriors (2012 - 2013)
  -  Toronto Marlies (2013)

## Kariera reprezentacyjna
- Reprezentant Kanady na MŚJ U-18 w 2011
- Reprezentant Kanady na MŚJ U-20 w 2013
- Reprezentant Kanady na MŚ w 2014
- Reprezentant Kanady na MŚ w 2016
- Reprezentant Ameryki Północnej na PŚ w 2016

## Sukcesy
Reprezentacyjne
- Złoty medal z reprezentacją Kanady na MŚ w 2016